# David McEwen Eberts
Pour les articles homonymes, voir Eberts.
David McEwen Eberts (22 avril 1850-20 mai 1924) est un homme politique canadien de la Colombie-Britannique. Il est député provincial indépendant de la circonscription britanno-colombienne de Victoria de 1890 à 1894, de South Victoria de 1894 à 1903 et député conservateur de Saanich de 1907 à 1916,,.

## Biographie
Né à Chatham dans le Canada-Ouest, Eberts étudie le droit à London en Ontario. S'établissant en Colombie-Britannique en 1878, il est nommé au barreau de la province en 1882.
Nommé au titre honorifique de Conseiller de la reine (QC) en 1892, il siège au conseil exécutif de 1895 à 1898, ainsi que de 1900 à 1903. Il est également président de l'Assemblée législative de la Colombie-Britannique de 1907 à 1916.
Eberts meurt à Victoria en 1924 à l'âge de 74 ans.